# Đền

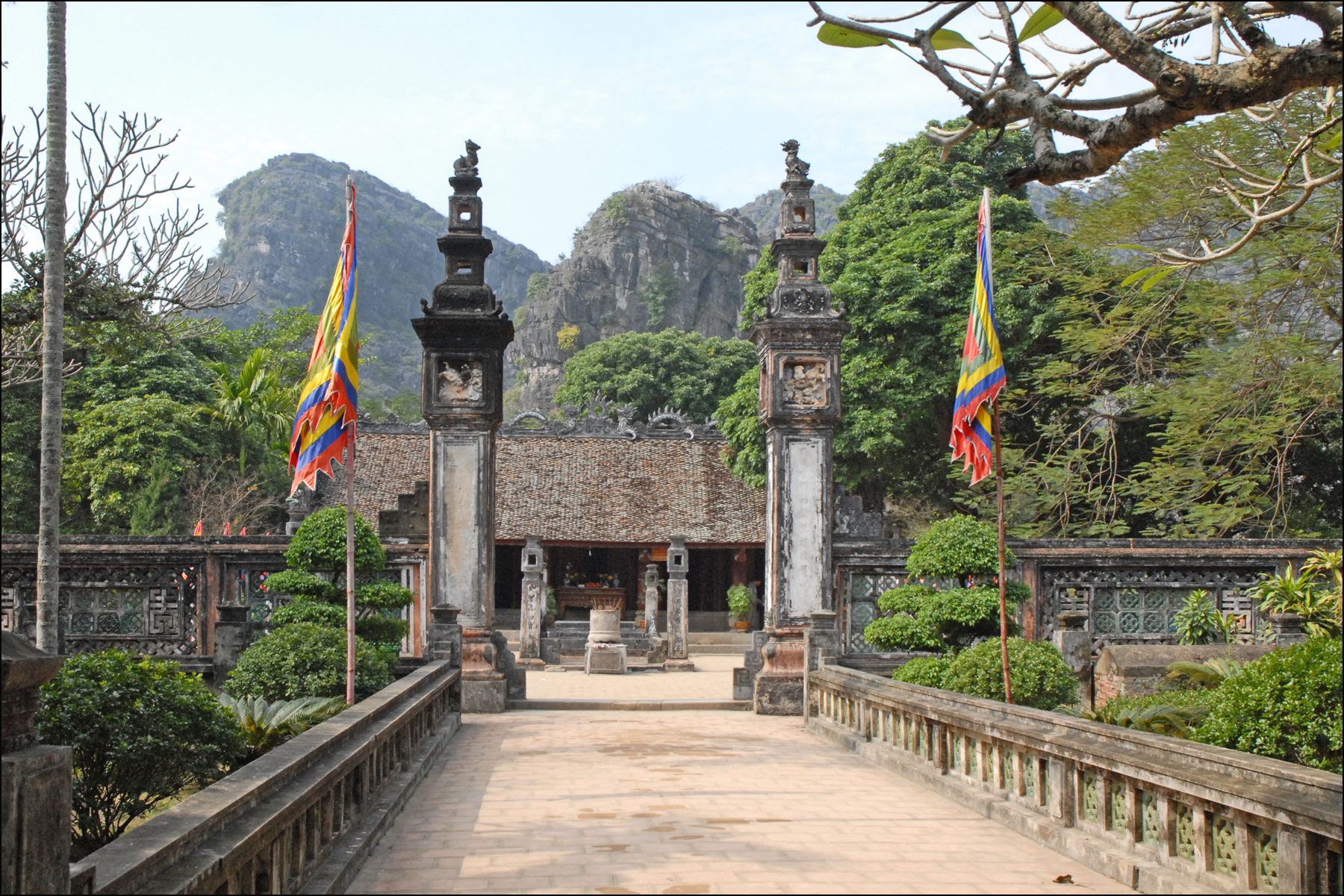
Đền Vua Đinh Tiên Hoàng, Hoa Lư, Ninh Bình

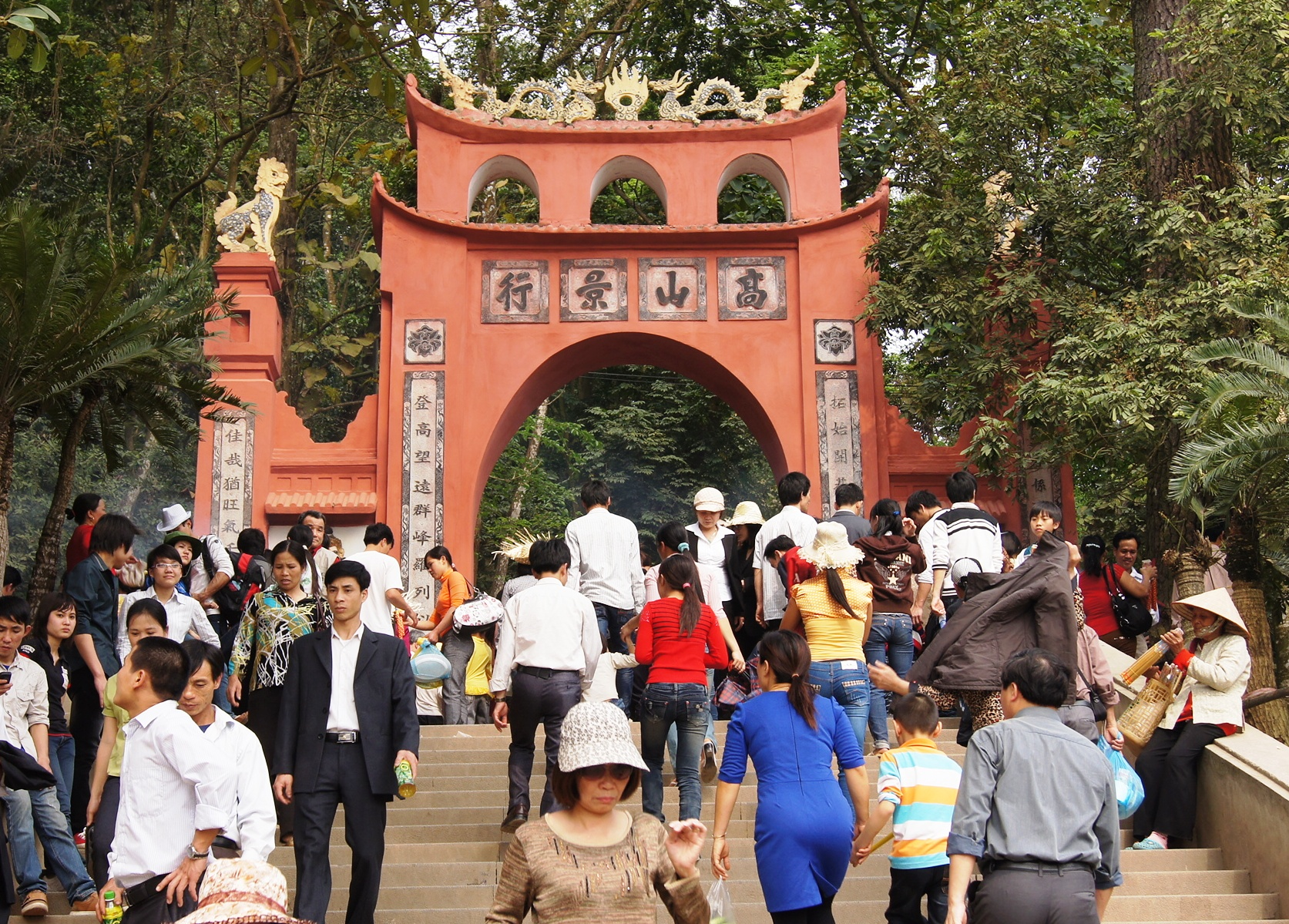
Người dân đi lễ hội Đền Hùng, Phú Thọ

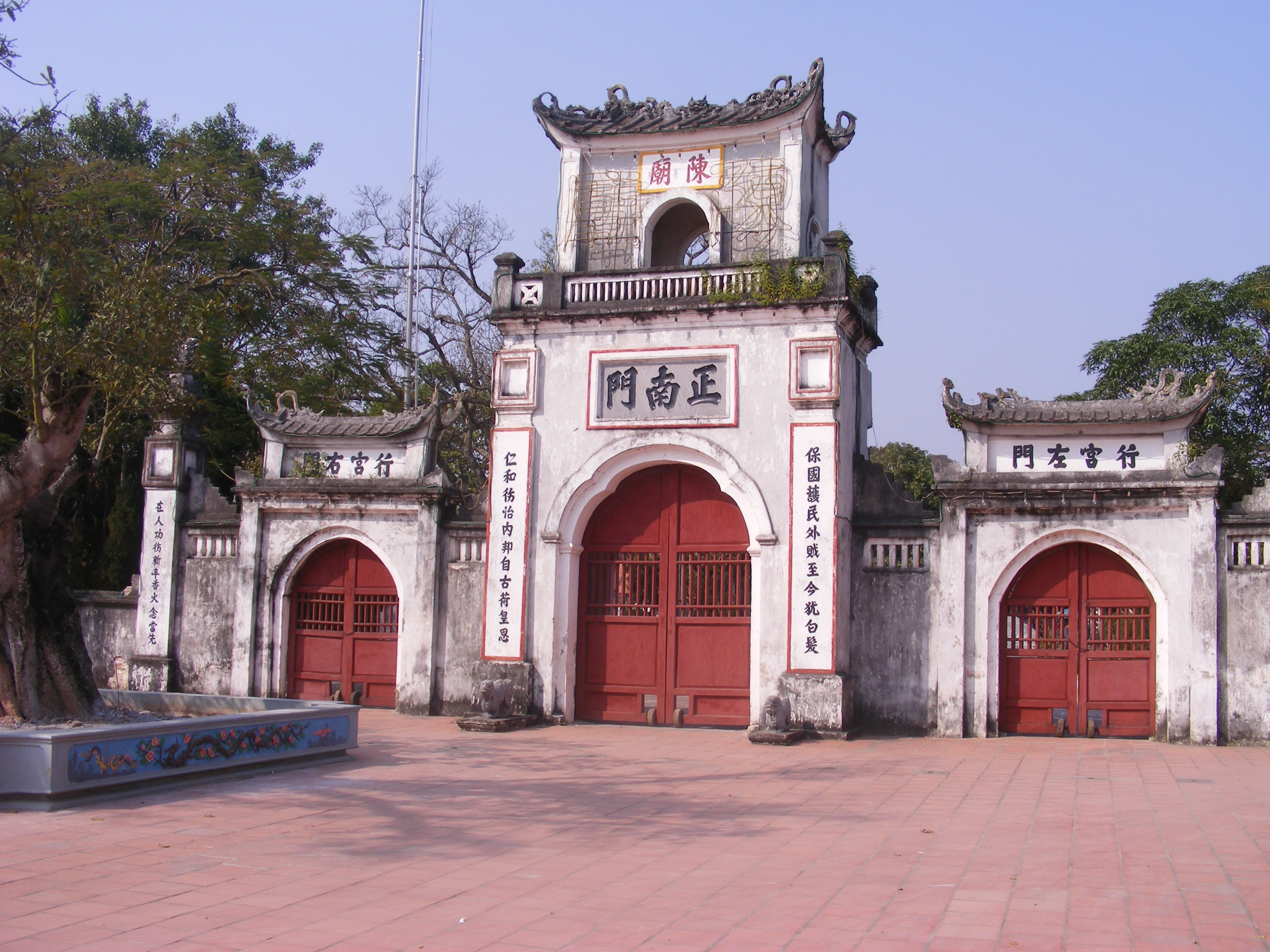
Đền Trần, Nam Định

Đền thờ (và điện thờ) là công trình kiến trúc được xây dựng để thờ cúng một vị thần hoặc một danh nhân quá cố. Nhiều đền thờ dành cho các thần thánh trong tôn giáo hoặc tín ngưỡng địa phương. Nhiều đền thờ được xây dựng để ghi nhớ công ơn của một anh hùng có công với đất nước hay công đức của một cá nhân với địa phương mà được dựng lên theo truyền thuyết dân gian.
Ở Trung Quốc có các đền thờ các vị thần tiên của Đạo giáo như Tam Thanh Huyền Đế, Linh quan, Lão Đăng lộc đình, Thần Vũ Bát sát, Lão tổ Thiền sư, Hắc hổ Huyền đàn và Sùng linh Địa kỳ, ở Ai Cập cổ đại có các đền thờ chư thần (như đền thần Isis ở Philae) hoặc đền thờ pharaon; còn ở Hy Lạp có các đền thờ các vị thần trong Thần thoại Hy Lạp như đền Delphi thờ thần Apollo. Ở Việt Nam có nhiều nhân vật có thực trong lịch sử được xây dựng đền thờ ở rất nhiều nơi là các vị vua: Lý Nam Đế, Triệu Quang Phục, Đinh Tiên Hoàng, Lê Đại Hành; các nhân vật lịch sử: Lý Quốc Sư, Lý Thường Kiệt, Tô Hiến Thành, Thánh Tam Giang, Trần Hưng Đạo và các vị thần thánh như Tản Viên Sơn Thánh, Cao Sơn, Quý Minh.

## Ở Việt Nam
- Phú Thọ: Đền Hùng, Đền Mẫu Âu Cơ
- Hà Nội: Đền Sóc, Đền Hát Môn, Đền Nội Bình Đà, Đền Và, Đền Phù Đổng, Đền Lý Quốc Sư, Thăng Long tứ trấn, Đền Ngọc Sơn
- Hưng Yên: Đền Dạ Trạch
- Hải Dương: Đền Kiếp Bạc
- Bắc Ninh: Đền Lý Bát Đế, Đền Bà Chúa kho
- Nam Định: Đền Trần
- Thái Bình: Đền Trần
- Quang Ninh: Đền Cửa Ông
- Ninh Bình: Đền Vua Đinh, Đền Vua Lê, Đền Thánh Nguyễn
- Thanh Hoá: Đền Bà Triệu
- Nghệ An: Đền Cuông
- Hà Tĩnh: Đền thờ cố Tổng Bí thư Lê Duẩn
- Bình Định: Đền Tây Sơn Tam Kiệt
- Đồng Nai: Đền thờ Nguyễn Hữu Cảnh
- TP. Hồ Chí Minh: Đền thờ Trần Hưng Đạo
- Kiên Giang: Đền Thờ Mạc Cửu
- Lạng Sơn: Đền Kỳ Cùng